# José Casimiro Mena Alviz
José Casimiro Mena Alviz; político y abogado chileno. Los datos a su respecto no son del todo fidedignos, pero se sabe que nació en Santiago en 1813 y murió en Valparaíso, en 1876. La información de sus parientes cercanos se desconoce, solo se sabe que estuvo casado con Regina Varas Solar, de quien enviudó y vuelto a casar con Carmen Ruiz Tagle Larraín.
Militante de los conservadores, tras el altercado de Manuel Montt con la Iglesia, aparece como uno de los socios fundadores del Partido Nacional Montt-Varista.
Elegido Diputado por Osorno en 1852, reelecto en las elecciones de 1855 y 1858. En estos tres períodos legislativos fue miembro de la Comisión permanente de Educación y Beneficencia, además de la de Guerra y Marina.